# Andrássy Klára
Csíkszentkirályi és krasznahorkai gróf Andrássy Klára grófnő, herceg Odescalchi Károlyné (beceneve: Cája, illetve Kája; Budapest, 1898. január 18. – Dubrovnik, 1941. április 12.) legitimista, angolszászbarát politikus és újságíró, filantróp, a második világháború idején a lengyel–magyar kapcsolatok kiemelkedő alakja.
A Magyar Nők Szentkorona Szövetségének ügyvezető elnökeként és a Nemzeti Néppárt tagjaként aktív politikai programot képviselt, melynek központjában nem a német-francia klasszikus legitimizmus, hanem a szociális eszme és a népuralom állt. A harmincas évektől erős orosz- és németellenesség jellemezte. Úgy vélte, hogy a két agresszív hatalom Közép-Európa és benne Magyarország pusztulását fogja okozni, akárcsak a hitlerizmushoz való magyar közeledés.
A polgárháború idején Spanyolországban járt. Lengyelország megszállása után részt vett a Magyarországra menekült lengyelek ellátásában és Nagy-Britanniába való szöktetésében, otthonában náciellenes társaságot szervezett. Angol diplomáciai tanácsra 1941-ben elmenekült Magyarországról, de útközben német bombatalálat érte, és életét vesztette.

## Élete

### Ifjúkora
Andrássy Gyula miniszterelnök unokája, Andrássy Tivadar legkisebb leánya volt. Tízéves korában félárvaságra jutott, mert édesapja elhunyt. A családfő nagybátyja, ifj. Andrássy Gyula lett, aki feleségül vette megözvegyült sógornőjét, az ő édesanyját. A Lánchíd budai hídfőjénél álló Andrássy-palotában és Tiszadobon nevelkedett három nővérével, Ilonával (Esterházy Pálné, később Cziráky Józsefné), Borbálával (Pallavicini Györgyné) és Katinkával (Károlyi Mihályné).
Bár magasabb iskolát nem végzett, de nagy műveltségű volt. A gimnáziumi tárgyakat felölelő tanulmányait kitűnően végezte, idegen-nyelveket és zenét tanult, valamint ügyesen lovaspólózott. 1909-ben, mindössze tizenegy éves korában Auguszta királyi hercegnő, Apponyi Albertné és más felnőtt asszonyok társaságában mentővizsgát tett a Budapesti Önkéntes Mentőegyesületnél. Innentől kezdve szinte élete végéig számos szociális és politikai szervezetben volt a munkatársa Apponyinénak.
1914 nyarán balkáni úton vett részt édesanyjával és nevelőapjával. Az útról anyjával közösen fényképriportban számolt be. A riportban többek között a korfui régészeti ásatásokról, az azt szemléző II. Vilmos német császárról, Zsófia görög királynéról és Andrássyról készítettek képeket.
Az első világháború idején megalapította a Fehérkereszt gyermekkórházat és a család nőtagjaihoz hasonlóan betegápolással foglalkozott.

### A két világháború között

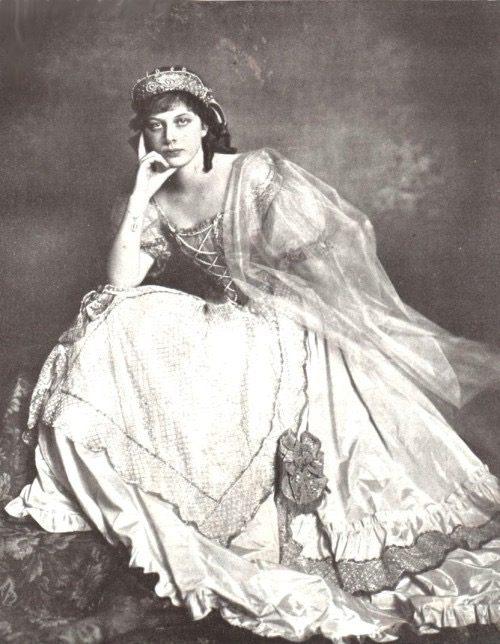
1920 körül

A Tanácsköztársaság napjaiban Svájcba menekült szüleivel, s csak annak bukása után tértek haza. Az emigrációban ismerkedett meg Albrecht királyi herceggel, aki nyilvánosan eljegyezte őt.
Az eljegyzést azonban hamarosan felbontották, és 1921-ben a vagyontalan Odescalchi Károly herceggel kelt egybe Polgárdiban, akitől viszont 1927-ben elvált. Házasságukból egy gyermek, Odescalchi Pál herceg született.
Radikalizálódó testvérével, a „vörös grófnőnek” csúfolt Katinkával és sógorával, Károlyi Mihállyal hosszú évekre megszakította a kapcsolatát. 1923-ban békülő levelet írt nekik, de csak 1926-ban kereste meg őket személyesen. 1925-ben azonban kiállt mellettük, amikor a sajtóban visszautasította az emigráns Károlyiékat ért és a családot is súlyosan sértő állításokat. Ezek szerint a vagyontalan Károlyiék úgy jutottak drága francia tengerparti ingatlanhoz, hogy Károlyiné a szeretője lett egy amerikai milliomosnak. Andrássy Klára válaszcikkében azt írta erre, hogy nővére a milliomos feleségének, Strassbourg asszonynak a társalkodónője. Az igazi békülésre 1934-ben került sor közöttük, amikor édesanyjával és Katinkával együtt nyaraltak Františkovy Lázněban.
1936-1937 folyamán mint betegápoló sok időt töltött az emigrációban élő, tüdőbajos és tífuszos Katinkával, aki többek között Svájcban gyógykezeltette magát. Közben ő maga is megbetegedett és hónapokon át kezelték. 1938-ban többször megfordult Párizsban, ahol színes társasági életet élt, Lucien Vogel francia baloldali lapkiadó luxuspartijain is megfordult. 1939-ben hónapokat töltött a polgárháborús Spanyolországban.

### Utolsó évei
1940-től ismét Budapesten élt. A következő évben Pálóczi Horváth György közvetítő segítségével Thomas Beaumont Hohler angol követ arról tájékoztatta, hogy a német letartóztatási lista élén áll. Úgy döntött, hogy  Nagy-Britanniába emigrál, s Horthy Miklóstól személyesen kérte, hogy elhagyhassa Magyarországot. Elmondta neki, hogy nem képes nácik között élni, Horthy ekkor biztosította az elutazását.
1941 áprilisában részt vett Teleki Pál miniszterelnök temetésén. Ezt követően a német hadsereg által lerohant Jugoszlávián keresztül megpróbált Egyiptomba s onnan Angliába eljutni, de Dubrovnikban (korabeli neveː Raguza) egy bombatámadás megölte.

## Munkássága

### Országos Gyermekvédő Liga

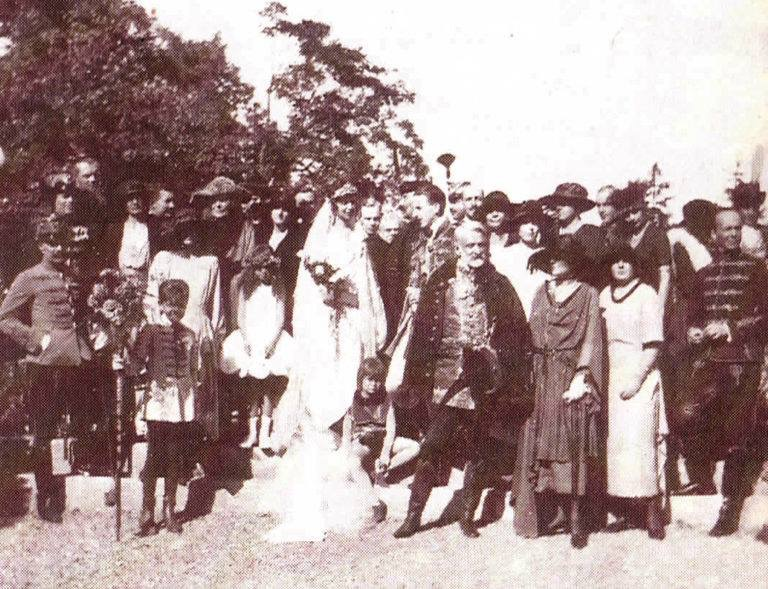
Esküvője herceg Odescalchi Károllyal 1921. október 5-én, Polgárdiban

1909-ben nevelőapjával, Andrássy Gyulával és Borbála nővérével részt vett az Országos Gyermekvédő Liga éves közgyűlésén, amit az MTA székházában tartottak. Az ülésen megjelent Apponyi Albertné, valamint miniszterek, politikusok és más közéleti személyiségek. Itt hangzott el az elnök, Edelsheim-Gyulai Lipót előadásában, hogy Magyarországon már 1906-ban rendeztek gyermeknapot, sőt 1908-ban 2262 vidéki város és község tartotta azt meg. Hajlamairól és képességeiről sokat elárul, hogy belügyminiszter nevelőapja magával vitte ide. Később éveken át együtt dolgoztak a Ligában, munkájuk a világháború éveiben különösen jelentőssé vált. Szintén sokat mond jelleméről, hogy anyjával 1916-ban beléptek a Borbála és a Tormay Cécile írónő által kezdeményezett Fényűzés Elleni Ligába, valamint hogy 1917-ben anyjával és megözvegyült nővérével, Ilonával maguk lapátolták a havat az Andrássy-palota körül.
1928-ban Barcza Károly gyárossal, a Fehér Kereszt Országos Lelencház Egylet elnökével gyermekambulanciát hoztak létre, ahol évi egy pengő jelképes díj ellenében teljes körű orvosi ellátást biztosítottak a legszegényebb családok gyermekeinek. A szükséges költségeket közadakozásból és a Liga támogatásából fedezték. A kórház 300 gyermeknek nyújtott ellátást.

### Gyermekszívek karácsonya
Az első világháború kitörésekor szenvedélyes hangú felhívása jelent meg a lapokban. Ebben arra kérte gyermektársait, hogy a hadbavonult katonák rászoruló gyermekeinek küldjenek játékokat és könyveket karácsonyra.
Ezért fordulok hozzátok, fiuk, lányok; azokhoz, a kik a jólétet élvezik, a kik nyugalomban élve olyan könnyen felejtitek el azt a sok szenvedést, a mi körülöttünk van. A karácsony közeledik és mennyi gyermek gondol arra a jobb időre, a mikor náluk is volt pénz ajándékokra. Most ez másképpen van. Most nekünk kell segíteni kis társainkat, a kiknek apjuk hadbavonult és a kiknek szülői keresetképtelenné lettek.
Felhívására országos akció indult Gyermekszívek karácsonya címmel Zsófia királyi hercegnő védnökségével. Számos könyvkiadó, egyesület, iskola kapcsolódott be az akcióba. Végül 1914. december 20-án ünnepséget rendeztek a Vigadóban, ahol 5000 gyermeknek adtak át ajándékokat, de egyesületek és iskolák is kaptak, hogy továbbadják azokat.

### Andrássy Gyula támogatása
Az első világháború után és a forradalom napjaiban titkári feladatokat látott el Andrássy Gyula mellett. Leveleket, beszédeket, cikkeket gépelt és intézte a politikus ügyeit. Andrássy legitimista nézetei nagy hatással voltak rá. Károlyiné szerint ugyanakkor 1918-ban rövid ideig Károlyi Mihály hatása alatt állt, azt gondolva, hogy a háború nyomorúságából az ő politikájával lehet kilábalni.

### Magyar Nők Szentkorona Szövetsége
1926. január 5-én Budapesten Apponyi Albertné elnökletével megalakult a Magyar Nők Szentkorona Szövetsége, melynek ügyvezető elnöke lett. A szövetség a legitimizmus, azaz a Szent Koronához való hűség, az ezeréves alkotmány és jogfolytonosság szolgálatának céljával alakult, melynek érdekében gyűléseket, művészeti előadásokat, tea-délutánokat szervezett, könyvek és újságcikkek megszületését segítette elő. Politikusként sem a német, sem a francia legitimizmussal nem azonosult, ahogy általában a monarchista elv is távolt állt tőle. Világképében a király az erősen népi és szociális uralkodót testesítette meg, aki a népuralom eszközeivel az arisztokratikus, feudális és kapitalista világrend ellenében működik.
A szervezet működését erős kézzel irányította Istvánffy Gyuláné író és tanárnő segítségével, kevés beleszólást engedve másoknak a döntésekbe. Emiatt személyi ellentétek alakultak ki, melynek nyomán anyagi gondok jelentkeztek. Ellenzékét Konek Emilné altengernagyné, a fiumei polgármester lánya és Baracs Marcellné, a Magyar Izraelita Nőegyletek Országos Szövetségének elnöke, a Zsidó Nők Világszövetségének tagja vezette. Azt vetették a szemére, hogy a szövetségen kívül képviselt szabad királyválasztó programja szembe megy a tiszta legitimizmus alapvetéseivel, továbbá hogy felekezeti politikájával elidegenítette a Szövetségtől a zsidó tagokat.

### Keresztény Ellenzék Párt
1928-tól tevékeny részt vállalt a Friedrich István vezette Keresztény Ellenzék Párt munkájában. 1931-ben a párt jelöltjeként elindult az országos választásokon, de csak pótképviselőnek választották meg. Idővel továbblépett a párt platformjáról, mert felismerte, hogy a magyar társadalom egyre inkább gazdasági és erkölcsi válságba jut az agresszív német imperializmus és a hitlerizmus terjedése miatt. Egy 1931-es felszólalásában már „örökös ünnep nélküli ünnepnek”, „a nép pénzét herdáló együttesnek” nevezte a korabeli közéletet.

### Nemzeti Néppárt
1933 nyarán Griger Miklós országgyűlési képviselő Nemzeti Néppárt elnevezéssel legitimista pártot alapított, amelyben Griger, Pethő Sándor publicista, történetíró, Somlyódi László bankár, pártigazgató és Tömösváry Tivadar ügyvéd mellett ő is vezető szerepet vitt. Az 1935-ös országgyűlési választásokon is elindult. Sokat dolgozott a kampányban, de pártja nem volt sikeres, még Griger sem jutott be.
A királyság restaurációja számára eszköz volt az arisztokratikus, feudális és kapitalista világrend letörésére. 1937 tavaszán lemondott a Magyar Nők Szent Korona Szövetségében viselt tisztségéről, indokait az Apponyinéhoz írt lemondólevelében foglalta össze. Úgy vélte ebben, hogy a Grigerrel együtt vitt „szociális legitimizmus”, „szociális népkirályság” eszméje megbukott. Személyes kudarcának tekintette, hogy a hitlerizmus nagy erővel tudott Magyarországon terjedni. Attól félt, hogy új világháború lesz, és az a magyar faj pusztulását fogja okozni. Bár a legitimizmus elárulásának tartotta a németbarátságot, ám nem kívánt a többséggel ellenkezni és a belső harcokat továbbszítani. Egyedül Rassay Károlyban bízott, hogy képes volna a legitimista táborban antifasiszta fordulatot végrehajtani, ugyanakkor azt is látta, hogy Rassay tömegbázis nélkül áll.
A Magyarországért érzett aggodalmát növelte, hogy beteg testvérével, Katinkával sok időt töltött ekkoriban. Számos éjszakát vitatkoztak át a szocializmusról, miközben ő is megbetegedett és hosszabb gyógykezelésre lett szüksége. A Katinkával való kapcsolatfelvételét idehaza nem nézték jó szemmel, és elszigetelődött.

### Spanyol polgárháború
1937-ben a párizsi L'Ordre, a koppenhágai Politiken és a budapesti Újság c. lap munkatársaként bejárta a köztársasági Spanyolországot. Riportjait az Újság 1938. február 6-i számában kezdték közölni „Asszonyszemmel végig az égő Spanyolországon” címmel. Beszámolói a köztársasági oldal tapasztalatait fogták át – Francóék nem fogadták –, s az élelmiszerellátásról, a férfi- és női börtönökről szóltak, sőt haditudósítóként a madridi egyetemnél húzódó és az aragóniai frontvonalat is meglátogatta. A publicisztikáktól azt remélte, hogy Magyarországon ismét sikerül közbizalmat szereznie. Spanyolországi útján ápolónőként is tevékenykedett.

### Antifasizmus, lengyel ügy
1939 januárjában visszatért Magyarországra és újra bekapcsolódott a politikai életbe. A budai Andrássy-palotában keddenként találkozókat szervezett fiatal Hitler-ellenes értelmiségiek részvételével. Létrehozott egy náciellenes irodalmi társaságot is, mely havonta egyszer jött össze az Andrássy-palotában. Ebbe a körbe a Márciusi Front tagjai jártak: Bibó István, Darvas József, Keresztury Dezső, Kovács Imre, Szabó Zoltán, Veres Péter és mások. Rendszeres vendég volt nála Pethő Sándor, Dessewffy Gyula, Pálóczi-Horváth György, Boldizsár Iván, Erdei Ferenc, Károlyi Józsefné és Szapáry Erzsébet, a kommunista Markos György és angol diplomaták.
1939 végén bekapcsolódott a Széchenyi Károly alapította és a Salamon-Rácz Tamás főtitkár vezette Magyar–Lengyel Egyesületek Szövetsége (Magyar–Lengyel Társaság) munkájába. Fő feladatuk a lengyelek magyarországi menekítése volt, így megalakult a Társaságon belül a Magyar–Lengyel Menekültügyi Bizottság is, melynek elnökhelyettese lett, és többek között Károlyi Józsefnével, Szapáry Erzsébettel, Andrássy Ilonával, Weiss Edittel és Eszterházy Jánossal dolgozott együtt. A palotájában működött a lengyel Vöröskereszt magyar ágának egy része, a Lengyel Tanácsadó Központ és az Egészségügyi Szolgálat.

## Emlékezete
- Kéthly Anna a Népszavában írt nekrológjában azt írta róla, hogy „emberfölötti bátorsággal végezte vállalt feladatait, mélységes emberséggel és jósággal szolgálta emberi ideáljait. E sötét kor egyik ragyogón tiszta, sugárzó jelensége volt. Elmúlása súlyos veszteség, nehezen viselhető fájdalom a haladó idők minden harcosa számára. Nő volt és asszony, a szónak legmagasabb rendű értelmében, olyan alakja e nyugtalan, békétlen kornak, aki egy későbbi boldog kor babonáktól, elfogultságoktól, előítéletektől mentes, nagyszerű asszonytípusát vetítette elénk.”
- Unokaöccse, Batthyány Gyula szatirikus portrét festett róla: Odescalchiné Andrássy Klára portréja, 1933. (100 x 85 cm, olaj, vászon). kieselbach.hu
- Nizalowski Attila: Ahol a vörös grófnő főbe lőtte magát. Mandiner hetilap, 2020. augusztus 8-12. 52-53.
- Nizalowski Attila: Rejtélyes halált halt a világháborúban az angolbarát Andrássy Klára. Mandiner online, 2021.